# كاميرون شالمرز
كاميرون شالمرز (بالإنجليزية: Cameron Chalmers)‏ هو عداء سريع بريطاني، ولد في 6 فبراير 1997 في Castel, Guernsey ‏ في غيرنزي.

## وصلات خارجية
- كاميرون شالمرز على موقع الاتحاد الدولي لألعاب القوى (الإنجليزية)
- كاميرون شالمرز على موقع الاتحاد الأوروبي لألعاب القوى (الإنجليزية)
- كاميرون شالمرز على موقع الاتحاد البريطاني لألعاب القوى (الإنجليزية)
- كاميرون شالمرز على موقع ThePowerOf10.info (الإنجليزية)
- كاميرون شالمرز على موقع اللجنة الأولمبية الدولية (الإنجليزية)
- كاميرون شالمرز على موقع أوليمبيديا (الإنجليزية)
- كاميرون شالمرز على موقع اللجنة الأولمبية البريطانية (الإنجليزية)